# Mathias Petritsch
Mathias Petritsch (11. října 1816 – 14. ledna 1882 Fürnitz) byl rakouský politik německé národnosti z Korutan, v 2. polovině 19. století poslanec Říšské rady.

## Biografie
Zasedal jako poslanec Korutanského zemského sněmu. Byl taky poslancem Říšské rady (celostátního parlamentu Předlitavska), kam nastoupil v prvních přímých volbách roku 1873 za kurii venkovských obcí v Korutanech, obvod Villach, Rosegg, Ferlach atd. V roce 1873 se uvádí jako Mathias Petritsch, majitel nemovitostí, bytem Finkenstein bei Villach. V roce 1873 zastupoval v parlamentu provládní blok Ústavní strany (centralisticky a provídeňsky orientované), v jehož rámci patřil k mladoliberální skupině.
Zemřel v lednu 1882 při nehodě koňského povozu na cestě z Villachu do Fürnitz. Byl na místě mrtev.